# برومس‌مارکا
رمسومارکا (به لاتین: Bærumsmarka) یک منطقهٔ مسکونی و جنگل در نروژ است که در آکرشوس واقع شده‌است.